# مدرسة سري راكوم للمكفوفين
مدرسة سري راكوم للمكفوفين هي مدرسةٌ مخصصةٌ لضعاف البصر في بنغالور، الهند. تُقدّم المدرسة تعليمًا مجانيًا للطلاب المكفوفين من مرحلة الروضة وحتى التخرج. يشمل التدريب القراءة والكتابة بطريقة برايل، بالإضافة إلى تدريبٍ على الحركة للأطفال المكفوفين كليًا. يُدرّب تلاميذ ما قبل المدرسة المكفوفون مبكرًا لإعدادهم لإكمال تعليمهم المدرسي والجامعي والمهني. وهي منظمةٌ غير حكوميةٍ مسجلة.

## مؤسس
أسس المدرسةَ أشاريا سري راكوم في يونيو/حزيران 1998. وقد ترك وراءه مسيرةً مهنيةً في فنون القتال في اليابان والهند لتطوير المدرسة. وهو يشغل حاليًا منصب مديرها.

## روابط خارجية
- http://www.rakum.org/.
- http://timesofindia.indiatimes.com/bangalore-times/مدرسة-تُعلّمهم-دروسًا-في-الحياة/articleshow/680222631.cms .
- https://www.thebetterindia.com/34724/مدرسة-أتشاريا-سري-راكوم-للمكفوفين/.